# Fisklösen (Järna socken, Dalarna)
Fisklösen är en sjö i Vansbro kommun i Dalarna och ingår i Dalälvens huvudavrinningsområde. Sjön har en area på 0,118 kvadratkilometer och ligger 369,2 meter över havet.

## Delavrinningsområde
Fisklösen ingår i det delavrinningsområde (672663-141587) som SMHI kallar för Mynnar i Hulen. Medelhöjden är 381 meter över havet och ytan är 10,39 kvadratkilometer. Det finns inga avrinningsområden uppströms utan avrinningsområdet är högsta punkten. Öradtjärnsbäcken som avvattnar avrinningsområdet har biflödesordning 4, vilket innebär att vattnet flödar genom totalt 4 vattendrag innan det når havet efter 320 kilometer. Avrinningsområdet består mestadels av skog (86 procent). Avrinningsområdet har 0,1 kvadratkilometer vattenytor vilket ger det en sjöprocent på 1 procent.